# Литовский военный контингент в Афганистане
Литовский военный контингент в Афганистане — подразделение вооружённых сил Литвы, созданное в 2001-2002 годы. В 2002 - 2014 гг. действовало в составе сил ISAF.

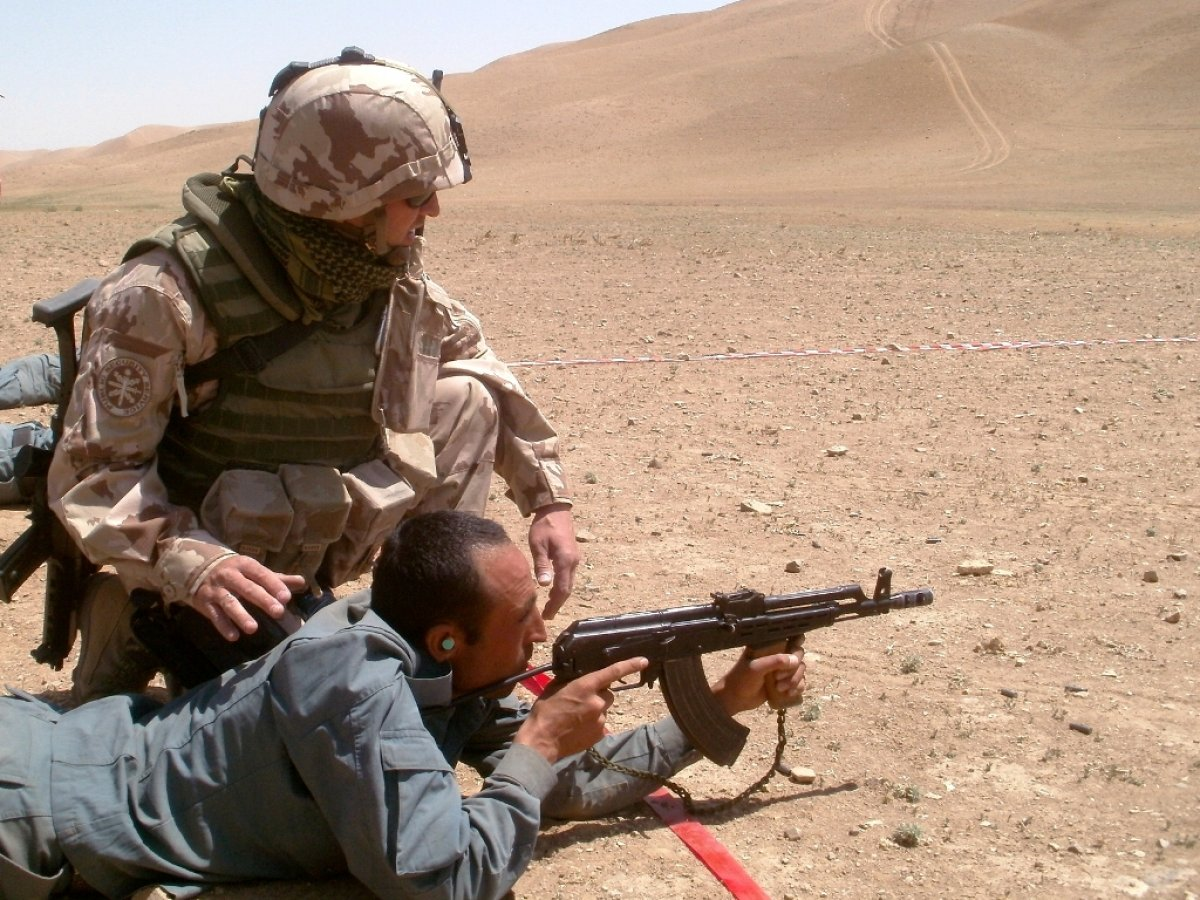
Сотрудник жандармерии МВД Литвы проводит обучение афганскому полицейскому.

## История
Первое подразделение было отправлено в Афганистан в 2002 году.
После нападения 22 мая 2008 года на литовское подразделение, в ходе которого был убит 1 и ранены 2 литовских солдат, ещё трое литовских солдат отказались продолжать военную службу и в июне 2008 года были отправлены в Литву.
По состоянию на 1 августа 2013 года численность контингента составляла 240 военнослужащих.
28 декабря 2014 года командование НАТО объявило о том, что операция "Несокрушимая свобода" в Афганистане завершена. Тем не менее, боевые действия в стране продолжались и иностранные войска остались в стране - в соответствии с начатой 1 января 2015 года операцией «Решительная поддержка», хотя общая численность войск НАТО (в том числе, литовского контингента) была уменьшена.
Изначально правительство Литвы сообщило, что после 31 декабря 2014 года в Афганистане останется 100 литовских военнослужащих, но позднее их количество было уменьшено.
В июле 2018 года численность литовского военного контингента в Афганистане составляла 50 военнослужащих, в феврале 2021 года - 40 военнослужащих.
14 апреля 2021 года президент США Джо Байден объявил о планах начала вывода американских войск из Афганистана в мае 2021 с завершением этого процесса к 11 сентября 2021 года. В этот же день решение о выводе войск "в течение нескольких следующих месяцев" приняли страны НАТО. 3 мая 2021 года министр обороны Арвидас Анушаускас заявил, что вывод литовских войск из Афганистана будет проходить согласно планам завершения операции, в тесном сотрудничестве с другими странами НАТО. 17 июня 2021 года министр иностранных дел Литвы Г. Ландсбергис пообещал предоставить помощь и политическое убежище в Литве афганцам - переводчикам литовского контингента.
В августе 2021 года из международного аэропорта Кабула на самолёте были эвакуированы последние 11 литовских военнослужащих и 26 афганцев (помогавшие литовским военным афганские переводчики и члены их семей).

## Подразделения участвовавшие в контингенте

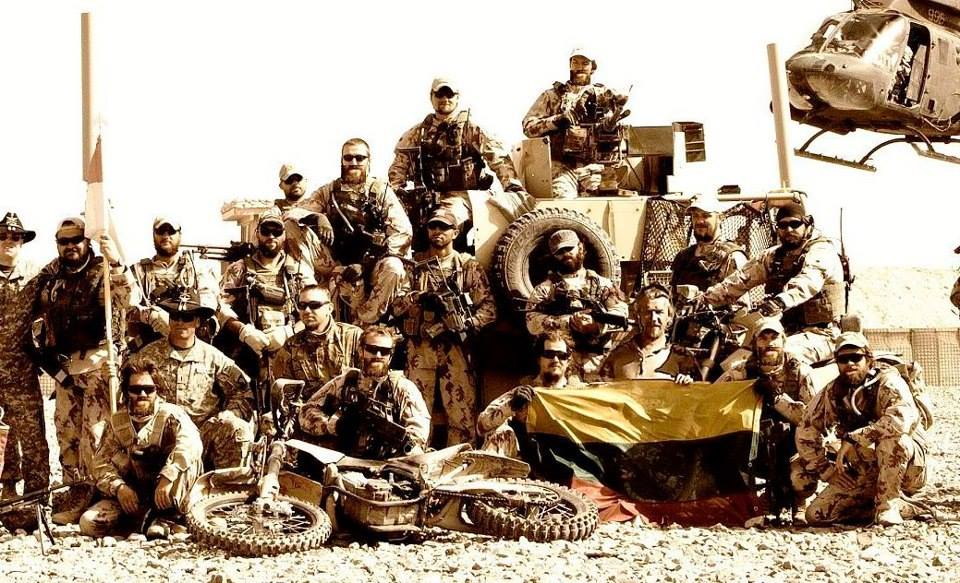
Эскадрон ССО Айтварас.

Войско Литовское
- Штаб обороны
  -  Сухопутные силы
    -  Добровольческие силы

  -  Военно-воздушные силы
  -  Силы специальных операций
    - Эскадрон Айтварас

  -  Командование логистики
  -  Командование обучения и доктрин
  -  Военная полиция
  -  Второй департамент оперативных служб

 Служба общественной безопасности (Жандармерия)

## Структура

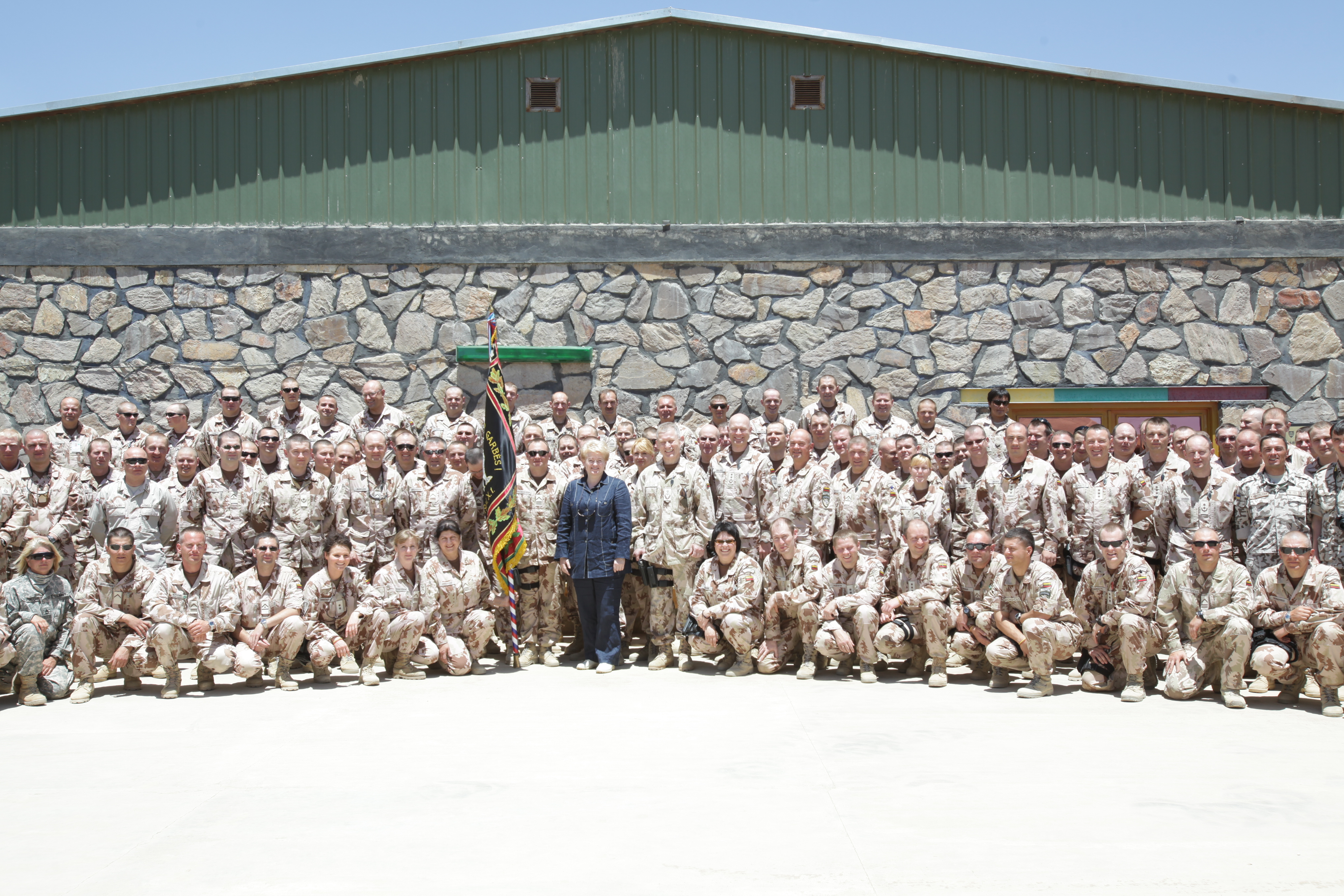
11 июня 7-й Президент Литовской Республики Даля Грибаускайте посетила литовских солдат, служащих в Афганистане, провинциях Гор, Кандагар и городе Кабул.

#### База Чагчаран ПГВ
- Провинциальная группа восстановления (ПГВ) провинции Гор под командованием Литвы.
  - 150+ литовских солдат.
  - Коалиционные военные специалисты (Исландия, Дания, Украина, Хорватия, США, Грузия)
  - Коалиционные полицейские EUROPOL (Литва, Болгария, Чехия, Румыния, Финляндия, Хорватия)
  - Коалиционные гражданские специалисты (Литва, США, Япония)[10]

#### Лагерь «Габриелюс» на территорииавиабазы Кандагар
- Управление сил специальных операций Литвы в Афганистане

#### Лагерь «Жальгирис»
- Эскадрон Айтварас[11]